# Прентис (Висконсин)
Прентис (енгл. Prentice) град је у америчкој савезној држави Висконсин.

## Демографија
По попису из 2010. године број становника је 660, што је 34 (5,4%) становника више него 2000. године.
| Група             | 2000.       | 2010.       |
| Белци             | 603 (96,3%) | 638 (96,7%) |
| Афроамериканци    | 3 (0,5%)    | 6 (0,9%)    |
| Азијати           | 0 (0,0%)    | 0 (0,0%)    |
| Хиспаноамериканци | 13 (2,1%)   | 7 (1,1%)    |
| Укупно            | 626         | 660         |